# Lodowiec Szelfowy Shackletona
     Lodowiec Szelfowy Rossa
     Lodowiec Szelfowy Ronne i Lodowiec Szelfowy Filchnera
     Lodowiec Szelfowy Amery’ego
     Larsen C
     Lodowiec Szelfowy Riiser-Larsena
     Lodowiec Szelfowy Fimbul

Główne lodowce szelfowe Antarktydy (2008):
Lodowiec Szelfowy Rossa
Lodowiec Szelfowy Ronne i Lodowiec Szelfowy Filchnera
Lodowiec Szelfowy Amery’ego
Larsen C
Lodowiec Szelfowy Riiser-Larsena
Lodowiec Szelfowy Fimbul
Lodowiec Szelfowy Shackletona
Lodowiec Szelfowy Jerzego VI
Zachodni Lodowiec Szelfowy
Lodowiec Szelfowy Wilkinsa
Lodowiec Szelfowy Abbota
Lodowiec Szelfowy Getza

     Lodowiec Szelfowy Shackletona
     Lodowiec Szelfowy Jerzego VI
     Zachodni Lodowiec Szelfowy
     Lodowiec Szelfowy Wilkinsa
     Lodowiec Szelfowy Abbota
     Lodowiec Szelfowy Getza
Lodowiec Szelfowy Shackletona (ang. Shackleton Ice Shelf) – lodowiec szelfowy w Antarktydzie Wschodniej, przylegający do Ziemi Wilkesa, między Wybrzeżem Królowej Marii na zachodzie i Wybrzeżem Knoxa na wschodzie.

## Nazwa
Lodowiec został nazwany na cześć Ernesta Shackletona (1874–1922), irlandzkiego podróżnika i badacza Antarktydy .

## Geografia
Lodowiec Szelfowy Shackletona leży w Antarktydzie Wschodniej, przylega do Ziemi Wilkesa, między Wybrzeżem Królowej Marii na zachodzie i Wybrzeżem Knoxa na wschodzie, pomiędzy rosyjską stacją badawczą Mirnyj a polską Stacją im. A.B. Dobrowolskiego . Znajduje się między Morzem Davisa a Morzem Mawsona. Zajmuje powierzchnię 33,820 km² i rozciąga się na przestrzeni 380 km, schodząc daleko w głąb morza, w zachodniej części na 145 km, a we wschodniej na 64 km . 
Lodowiec jest ostoją ptaków IBA z uwagi na kolonię pingwinów cesarskich . W 2009 roku kolonia liczyła ok. 6471 ptaków . Z czasem przeniosła się z terenów u podstawy lodowca na jego kraniec . Na wschód od kolonii zaobserwowano foki, najprawdopodobniej weddelki arktyczne .  

## Historia
Lodowiec został odkryty przez wyprawę Charlesa Wilkesa (1798–1877) w lutym 1840 roku, zbadała go i nazwała australijska ekspedycja pod dowództwem Douglasa Mawsona (1882–1958), która miała miejsce w latach 1911–1914 . Rozmiary tego lodowca zostały poznane dopiero dzięki zdjęciom lotniczym wykonanym podczas amerykańskiej Operacji Highjump przeprowadzonej w latach 1946–1947 i późniejszym kartowaniom radzieckiej wyprawy z 1956 roku . Ekspedycja radziecka stwierdziła, że Lodowiec Scotta jest częścią Lodowca Szelfowego Shackletona.